# 矮疣球
矮疣球（學名：Ortegocactus macdougallii），俗名帝王丸或帝王龍，是矮疣球屬下的唯一一個物種，是一種原產於墨西哥的仙人掌，由愛德華·亞歷山大（Edward Alexander）在1961年首次描述。
矮疣球在自然環境下生長在海拔1600~2000米的地區，一般是在草原上的斜面石灰石石頂部。矮疣球的莖呈球形，生長緩慢，最終直徑可達到3~4公分，表皮呈淺綠、綠色帶灰色，在人工栽培和自然環境下表皮都會長出銹色斑點。矮疣球開的花是黃色的，果實是直徑約為5毫米的球，有輕微裂開，顏色帶紅色。